# 長崎養生所
長崎養生所（ながさきようじょうしょ）は、1861年（文久元年）9月に長崎で開院した江戸幕府（長崎奉行管轄）の病院・医療施設である。正式名称は「養生所」。この記事では前身である「医学伝習所」（いがくでんしゅうじょ）、後身機関である「精得館」（せいとくかん）についても扱う。
養生所は日本最初の西洋式近代病院として知られる。幕府に招聘され医学教育を行ったオランダ人医師ポンペの進言により設置され、所内には医学生の教育を行う「医学所」が併設された。のち両者は「精得館」として統合された。
明治期になって長崎府医学校病院と改称され、長崎医科大学（現 長崎大学医学部、および長崎大学病院）の源流となった。精得館の理化学部門は、大阪舎密局となった後、理学校となり第三高等学校（京都大学の前身校）の源流となった。

## 沿革
以下、年月日はすべて太陽暦。
1857年（安政4年）、幕府から医学教授を依頼された長崎海軍伝習所教官のオランダ軍医ポンペは、同年11月、長崎奉行所西役所内に医学伝習所（日本における最初の西洋医学校）を設立、幕府医官の松本良順ら11名に医学講義を行った（長崎大学医学部はこの日付／11月12日を「開学記念日」とし、ポンペを「開学の祖」としている）。ついで1858年に、28万人の死者を出した日本における第二次のコレラ流行が起こり（米艦ミシシッピー号が清国から長崎に入港した際に同号のコレラ患者から広がったとされる）、ポンぺは長崎奉行所に衛生行政の重要性を訴え、病院設立の必要を説いたので幕府はこれに応え1860年（万延元年）に養生所の建設を決定、1861年（文久元年）9月、養生所（小島養生所）が小島村の高台（現在の長崎市立仁田佐古小学校の敷地／長崎市西小島1丁目）に開院し、翌年大村町（現在の長崎市万才町）の医学伝習所もここに移転し、医学所として併設され松本良順が初代頭取となった。
養生所が郷民の救恤診療を行ったのに対し、医学所では学生の教育が行われ、薬局・図書館・人体解剖室が設置され臨床医学の講義が行われた。1862年（文久2年）、ポンペが帰国すると彼に代わって同じくオランダ軍医のボードウィンが教頭に就任した。
1865年（慶応元年）4月には養生所・医学所は統合されて精得館と改称、これとともに館内に化学教室「分析窮理所」を新設し、オランダ人理化学者クーンラート・ハラタマ（Koenraad Wolter Gratama）を招聘した（この分析窮理所はその後、組織改革のため江戸の開成所、維新後には大阪舎密局に移転した）。維新後、精得館は新政府に接収されることとなり、ここを視察した長崎府（長崎県の前身）判事・井上聞多の献策に基づき、1868年11月（明治元年10月）長崎府医学校・病院へと改編された（これ以降の沿革については長崎医学校へ）。
長崎でポンペ・ボードウィンに学んだ松本良順・相良知安・佐藤尚中らは、明治新政府が（イギリス医学でなく）当時のヨーロッパ医学の主流であったドイツ医学を医学教育に採用することに貢献した（東京医学校参照）。

### 年表
- 1857年（安政4年）11月12日：長崎奉行所西役所内に医学伝習所を設立。
- 1861年（文久元年）9月20日：養生所（小島養生所）開院。翌年、医学伝習所を移転し医学所併設。
- 1865年（慶応元年）4月：養生所・医学所を統合し精得館と改称。
- 1868年11月30日（明治元年10月17日）：長崎府医学校・病院と改称。

## 所在地
1857年11月、ポンペによる開講の時点で医学伝習所は市内外浦町の長崎奉行所西役所内に所在していたが、生徒が急増し手狭になったため年内に大村町（現在の長崎市万才町）の高島秋帆邸内に移転した。医学伝習所の後身たる養生所・医学所は小島郷字稲荷岳に開設され、「小島養生所」と称された。この小島校地はその後の精得館・長崎医学校へと継承され、第五高等中学校医学部時代まで存続した。

## 長崎養生所が登場する作品
- 『JIN-仁- 完結編』 - 「第六話 坂本龍馬の闇」で主人公の「南方仁」が精得館で医学生に講義をする。教授としてアントニウス・ボードウィンが登場する。

## 関連文献
単行書
- 長崎大学医学部 『長崎医学百年史』1961年
- 中西啓『長崎のオランダ医たち』岩波新書、1975年／岩波書店、1993年。後者は単行判
- 中西啓『シーボルト前後　長崎医学史ノート』長崎文献社、1989年

事典項目
- 中西啓 「長崎養生所」『洋学史事典』 雄松堂出版、1984年
  - 改訂新版『洋学史研究事典』 洋学史学会監修、思文閣出版、2021年
- 山下二 「医学伝習所」『長崎県大百科事典』長崎新聞社、1984年
- 松浦潤 「精得館」 同上
- 中西啓 「養生所」 同上
- 武野要子 「長崎養生所」『国史大辞典』第10巻 吉川弘文館、1989年
- 長門谷洋治 「長崎養生所」『日本史大事典』第5巻 平凡社、1993年
- 石田純郎 「長崎養生所」『日本歴史大事典』第3巻 小学館、2001年